# Moara Violatos
Moara Violatos a fost o moară cu aburi din municipiul Brăila, construită după planurile lui Anghel Saligny și inaugurată în anul 1898. Clădirea se află pe lista monumentelor istorice din județul Brăila.
Familia Violattos a venit în Brăila la începutul anilor 1800, ei ocupându-se de la început de comerțul cu grâne. După o scurtă perioadă de colaborare cu o altă familie de origine greacă - Millas - Panait Violattos și-a deschis propria fabrică de pâine. Scopul său a fost să construiască cea mai modernă moară din sud-estul Europei.
Construcția a fost ridicată pe malul Dunării pe o structură din piloni de lemn legați prin elemente de beton. Cele șase etaje sunt realizate din cărămidă cu planșee de beton. Moara dispunea de un sistem automat de descărcare a barjelor direct în depozitele fabricii, ce ocupau două niveluri din cele șase. Sistemul funcționa printr-un tunel de cărămidă în arc de cerc ce conținea și o conductă de alimentare cu apă din Dunăre și un canal de evacuare.

Motoarele de 1200 CP ce funcționau pe bază de păcură erau folosite atât la măcinarea făinii (până la 150 t pe zi) cât și la iluminarea clădirii.

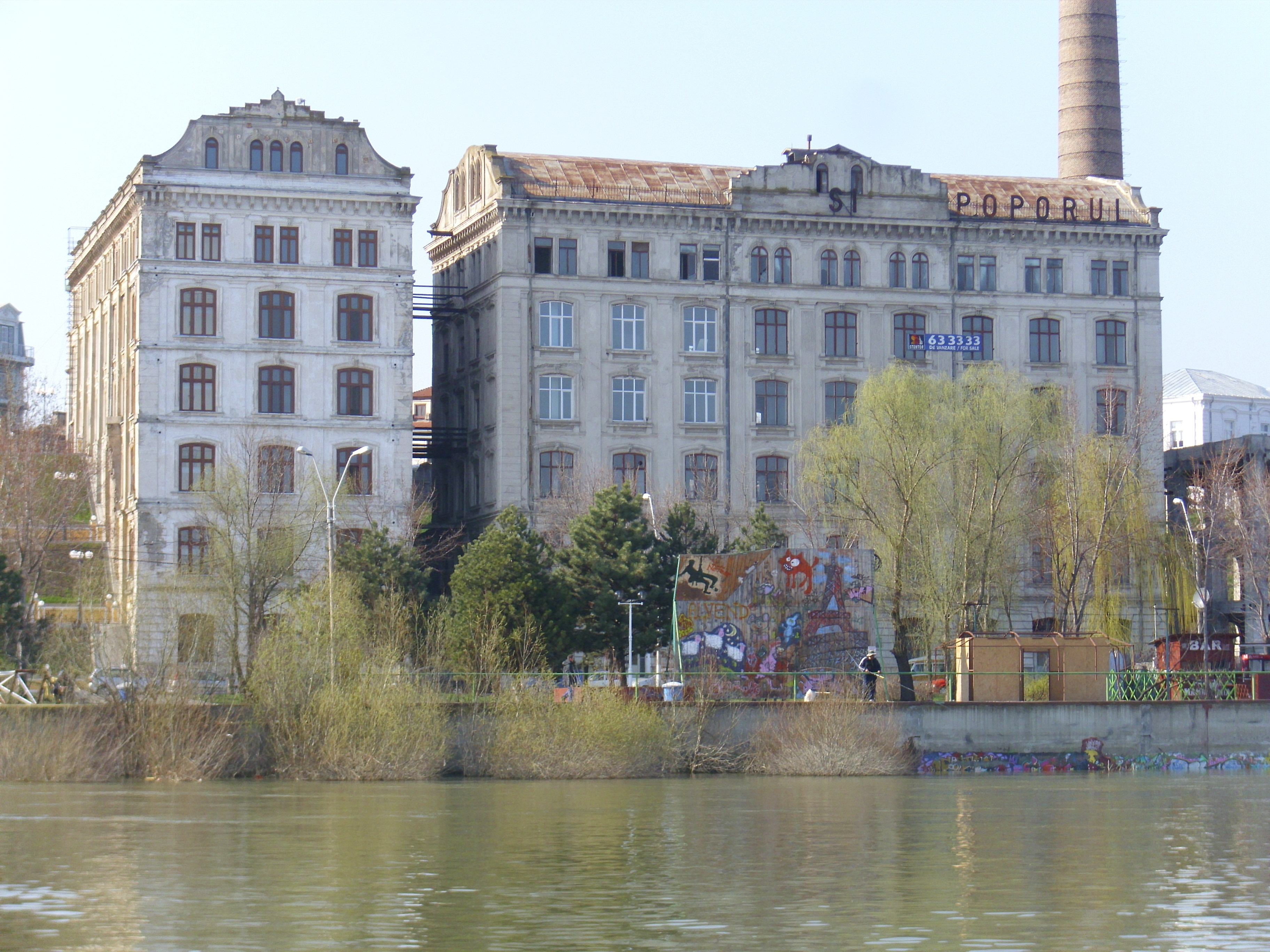
Moara Violatos văzută dinspre Dunăre

După anul 1912 moara a fost dotată și cu o linie ferată de garare, în lungime de 164 m.
Moara a fost naționalizată în 1948 și dezafectată, însă clădirea a primit alte funcțiuni, rămânând folosită până în anul 2000. În urma procesului de retrocedare, moștenitorii familiei Violattos au ales despăgubirile bănești, clădirea fiind în anul 2015 în patrimoniul primăriei Brăila. În anul 2019 a fost scoasă la vânzare de către o bancă.